# Il clown (Renoir)
Il clown è un dipinto del pittore francese Pierre-Auguste Renoir, realizzato nel 1909 e conservato al Musée de l'Orangerie di Parigi.

## Descrizione
Siamo davanti a una composizione statica il cui peso è concentrato in prossimità del centro, dove si erge il ragazzino. È vestito in modo buffo, con una giacca decisamente smisurata per la sua età, e quasi lo si può immaginare mentre recita scenette farsesche nei teatri. Renoir, tuttavia, non è interessato allo scavo psicologico del soggetto, e si preoccupa piuttosto di modulare i rossi che tingono il suo costume. La luce inonda la scena lateralmente, e i contrasti tra zone di luce e di ombra sono molto sfumati.
La tipologia iconografica del dipinto si inserisce nella tradizione della ritrattistica cinque e seicentesca, riallacciandosi in particolare ai dipinti di Veronese, Velázquez, Van Dyck e soprattutto Watteau. La scena, infatti, ripropone molto fedelmente i contenuti del Gilles di Watteau: se, tuttavia, il protagonista di quest'ultima opera è un saltimbanco tristemente assorto, Renoir come già accennato non indaga la psicologia del soggetto e intende piuttosto condurre un'agile resa pittorica del rosso.
Il dipinto, di medio formato, ha alle spalle una storia molto curiosa. A posare per il clown è infatti il figliolo di Renoir, Claude: il piccolo, tuttavia, avrebbe ricordato con angoscia le lunghe sedute in posa, che viveva con estrema sofferenza a causa dell'eccessiva lunghezza delle calze. Papà Renoir, in effetti, faticò molto per portare a compimento il dipinto, e ci riuscì solo grazie alle abili lusinghe della moglie, che allettò il piccolo promettendogli di regalargli un trenino di legno e una scatola di colori, ma solo se consentiva al padre di ritrarlo senza troppe complicazioni. Claude, nei suoi ricordi (Renoir - Souvenirs de mon père), ci offre una descrizione assai vivida dell'epilogo della vicenda: «alla fine decisi di mettermi le calze di cotone per qualche momento; e mio padre - trattenendo la rabbia che sembrava esplodere da un momento all'altro - riuscì a finire il dipinto, malgrado le continue contorsioni che feci per grattarmi».